# Stefano Patuanelli
Stefano Patuanelli (ur. 8 czerwca 1974 w Trieście) – włoski polityk i inżynier, senator, w latach 2019–2021 minister rozwoju gospodarczego, w latach 2021–2022 minister polityki rolnej, żywnościowej i leśnej.

## Życiorys
Z wykształcenia inżynier budownictwa, ukończył studia na Università degli Studi di Trieste. Pracował w wyuczonym zawodzie.
Od 2005 związany ze środowiskiem politycznym, które zainicjował Beppe Grillo. W latach 2011–2016 był przewodniczącym frakcji radnych Ruchu Pięciu Gwiazd w radzie miejskiej Triestu. W wyborach w 2018 został wybrany w skład Senatu, w 2022 z powodzeniem ubiegał się o reelekcję.
W 2019 należał do głównych negocjatorów porozumienia koalicyjnego M5S z Partią Demokratyczną. We wrześniu tegoż roku objął urząd ministra rozwoju gospodarczego w nowo powołanym drugim rządzie Giuseppe Contego. W lutym 2021 w gabinecie Maria Draghiego przeszedł na stanowisko ministra polityki rolnej, żywnościowej i leśnej. Urząd ten sprawował do października 2022.